# Hospital Tres Mares
El Hospital Tres Mares está ubicado en la localidad de Reinosa, en Cantabria y presta servicio a la comarca de Campoo-Los Valles. Pertenece al Servicio Cántabro de Salud. Forma una única Gerencia de Atención Especializada junto al Hospital Sierrallana desde el año 2010, hospital con el que comparte los servicios.
El hospital toma su nombre del Pico Tres Mares, una de las montañas más representativas de la Comarca de Campoo-Los Valles.
Este hospital presta servicio a toda la comarca de Palencia llamada Montaña Palentina. Cantabria recibirá una contraprestación económica por la atención sanitaria que recibirán los pacientes de Castilla y León, en función de los servicios que se presten y según los tarifas públicas establecidas en una orden de la comunidad autónoma.

## Especialidades
- Urgencias 24 horas.

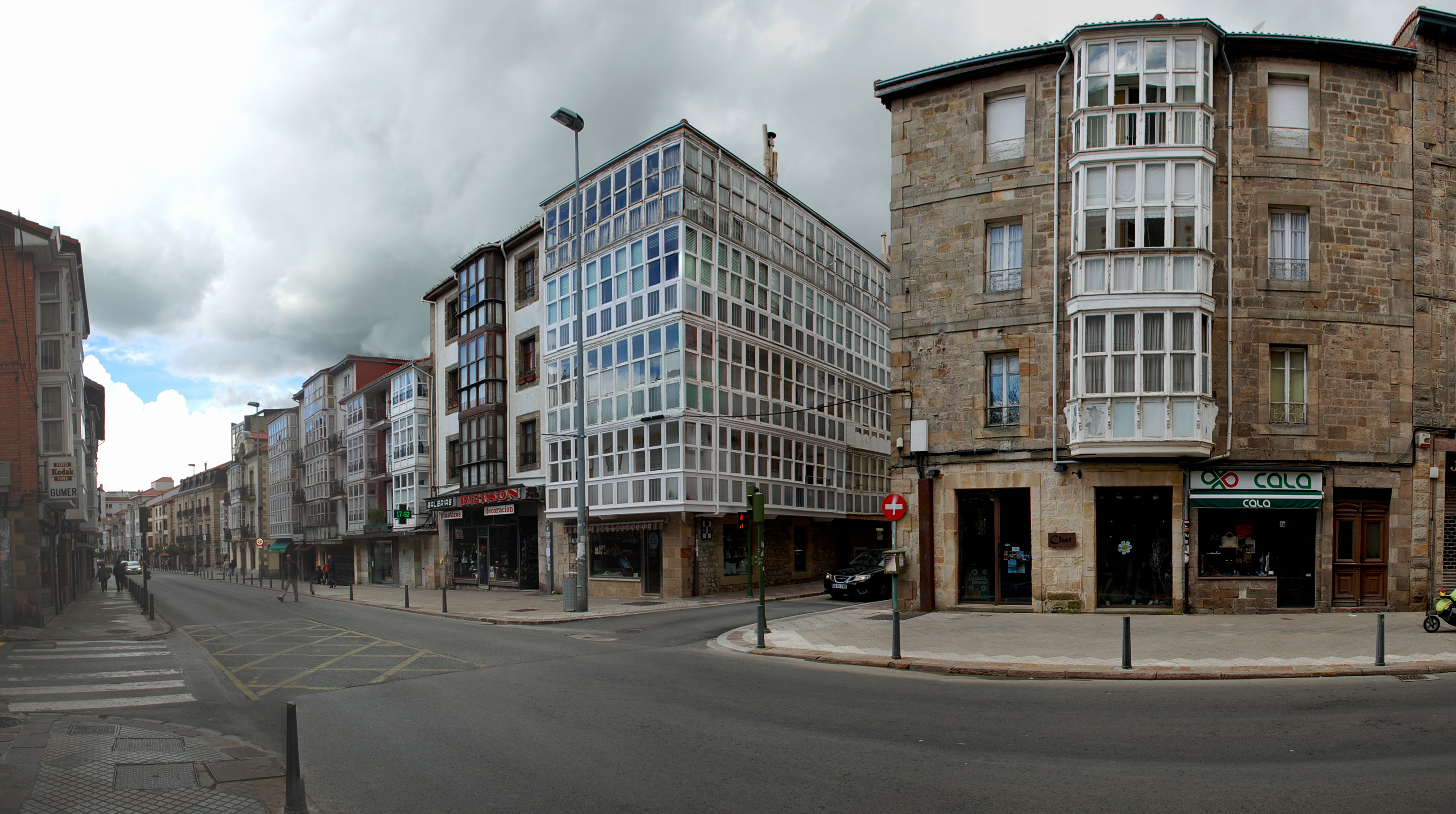
Ciudad de Reinosa

El resto de especialidades las comparte con el Hospital Sierrallana, pues son los mismos especialistas quienes se desplazan entre Torrelavega y Reinosa para prestar la atención médica.

## Historia
El Hospital Tres Mares comenzó su actividad en el año 2010 sustituyendo al pequeño Hospital Campoo que, hasta ese momento, prestaba servicio a la comarca de Campoo-Los Valles. Una vez configurado el nuevo mapa sanitario de la región quedó integrado en la Gerencia de Atención Especializada Áreas III y IV del Servicio Cántabro de Salud.
En su construcción se tuvo en cuenta la posibilidad de que pudiera atender no solo a los habitantes de la comarca de Campoo-Los Valles, sino también a pacientes de municipios cercanos de la Montaña Palentina y la comarca burgalesa de Las Merindades, ambas en Castilla y León.